# Face (disque)
Pour les articles homonymes, voir Face.

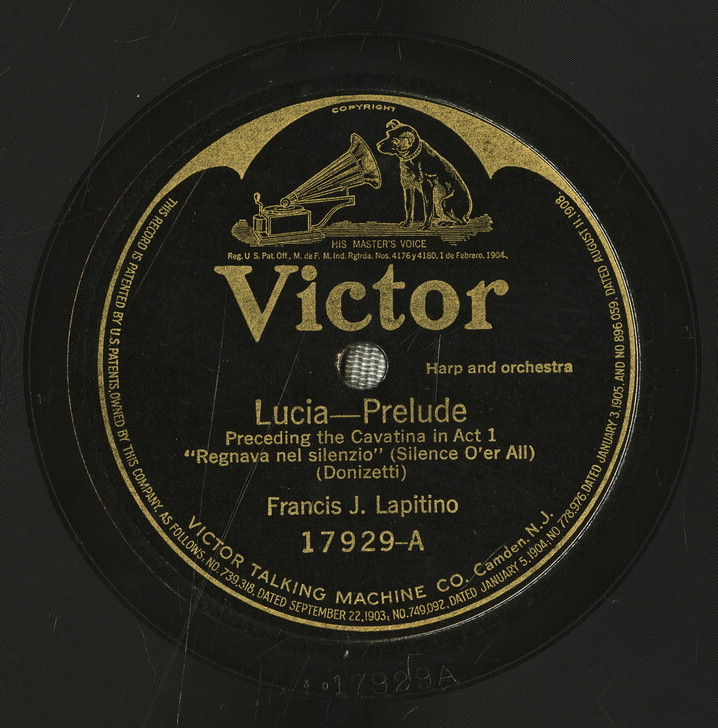
Face d'un disque en 1915.

Les faces A et B font référence aux deux côtés d'un disque vinyle, d'une cassette audio, ou d'un single. 

## Histoire
Au départ, dans les années 1950, les faces A et B d'un même disque avaient une valeur égale aux yeux des compagnies de disques et des disc jockeys. Il n'était pas rare que les deux chansons se retrouvent également dans les juke-box mis à la disposition du public. Avec le temps cependant, la face A a eu préséance. Toutefois, les Beatles ont l'idée en 1965 de supprimer toute hiérarchie entre deux titres en inventant le concept de « double face A » pour le single Day Tripper/We Can Work It Out, opération qu'ils renouvellent ensuite deux fois.
Le terme « face B » est encore utilisé dans les années 2000, mais la diffusion de la musique par internet facilite la circulation des morceaux qu'un groupe ou artiste peut décider de sortir entre la parution de deux albums. L'utilité des faces B décroît conséquemment. Dans les années 2010, le terme disparaît pratiquement puisque les sorties en single disque compact deviennent très rares du fait de la disponibilité des morceaux en version dématérialisée.

## Caractéristiques
En règle générale dans un single, la face A représente la chanson principale, alors que la face B est souvent une chanson secondaire. La chanson en face B peut être une chanson inédite de l'artiste : elle peut être une chanson dans un style trop différent de l'album studio de l'artiste pour y trouver sa place, une reprise d'un autre interprète, un morceau enregistré en concert, enregistrée dans une version différente ou un titre qui n'était pas composé ou achevé lors de la parution de l'album. La face B peut aussi être la version instrumentale de la face A, ou bien la version album de la face A, si celle-ci est la version radio (radio edit).

## Exemples

### Faces B populaires
Il est parfois arrivé que la face B devienne contre toute attente un grand succès populaire, alors que la face A n'obtenait pratiquement pas de diffusion. Quelques exemples :
- AC/DC : Love song (O, Jene) / Baby, Please Don't Go
- ABBA : Eagle / Thank You for the Music
- Deee-Lite : What Is Love? / Groove Is in the Heart
- Léo Ferré : La Nuit / C'est extra
- Gloria Gaynor : Substitute / I Will Survive
- Dion DiMucci : The Majestic / The Wanderer
- Bill Haley : Thirteen Woman / Rock Around the Clock
- Madonna : Angel / Into the Groove
- The Righteous Brothers : Stuck on You / Unchained Melody
- Rod Stewart : Reason to Believe / Maggie May
- Ritchie Valens : Donna / La bamba
- Gene Vincent : Woman Love / Be-Bop-A-Lula
- Laurent Voulzy : Les nuits sans Kim Wilde / Belle-Île-en-Mer, Marie-Galante

Avec la diminution des ventes de disque vinyle, au tournant des années 1980 et 1990, et la prise de contrôle du marché par le disque compact n'utilisant qu'une seule face, les faces B (ou B-sides en anglais) deviennent les morceaux supplémentaires parus sur un disque single.

### Compilations
Plusieurs artistes ont fait des compilations de leurs faces B n'ayant pas été gravées sur album,,. Quelques exemples :
- Adam and the Ants : B-Side Babies
- Anthrax : Attack of the Killer B's
- August Burns Red : Lost Messengers: The Outtakes
- Avenged Sevenfold : Diamonds in the Rough (sorti avec le DVD de leur concert Live at the LBC)
- The Beatles : Rarities
- Bon Jovi : 100,000,000 Bon Jovi Fans Can't Be Wrong
- The Clash : Super Black Market Clash
- Deftones : B-Sides and Rarities
- Feeder : Picture of Perfect Youth
- Fightstar : Alternate Endings
- Gorillaz : G-Sides and D-Sides
- Green Day : Shenanigans
- Goo Goo Dolls : Greatest Hits Volume 2
- Ice Cube : Bootlegs and B-Sides
- Iron Maiden : Best of the B-Sides
- The Killers : Sawdust
- Led Zeppelin : Coda